# Вікіпедія мовою нюношк
Вікіпедія мовою нюношк (нюн. Nynorsk Wikipedia) — розділ Вікіпедії мовою нюношк. Заснована 31 липня 2004 року, зараз це 48-ма найбільша Вікіпедія, передуючи латинському і поступаючись чеченському розділам.
Вікіпедія мовою нюношк станом на 26 березня 2025 року містить 174 306 статей, 141 989 зареєстрованих користувачів, 158 активних дописувачів, 14 адміністраторів
. Загальна кількість сторінок у Вікіпедії мовою нюношк — 394 258, редагувань — 3 589 962, завантажених файлів — 10
. Глибина (рівень розвитку мовного розділу) Вікіпедії мовою нюношк мала і становить 14.5 пунктів
. 